# Raja Jaafar
Raja Dato' Sri Ja'afar ibni al-Marhum Raja Muda Musa (Taiping, 26 settembre 1941) è un principe malese, Raja Muda di Perak dal 20 giugno 2014.

## Primi anni di vita
Raja Jaafar nacque nell'ospedale di Taiping il 26 settembre 1941. Suo padre era Raja Dato' Musa, unico figlio del sultano Abdul Aziz di Perak mentre sua madre era Cik Puan Mariam binti 'Abdu'llah. È stato educato presso la Anderson School di Ipoh e la Anglo Chinese School di Teluk Intan. Nel 1965 si è laureato presso l'Università della Malaysia a Kuala Lumpur. Nel 1975 ha conseguito un master in amministrazione pubblica presso la Cornell University a New York.

## Carriera nella pubblica amministrazione
Raja Ja'afar ha una vasta esperienza nella pubblica amministrazione. Nel 1966 è stato assunto nella Segreteria di Stato del Perak ed è stato impiegato nell'Ufficio distrettuale fondiario fino al 1971. Dal 1976 al 1979 è stato consulente di gestione presso la Presidenza del Consiglio dei Ministri. Dal 1979 al 1984 ha lavorato come sottosegretario presso la Divisione dell'istruzione superiore del Ministero dell'istruzione. Dal 1984 è stato segretario del Comitato degli investimenti stranieri dell'Unità di programmazione economica e vice segretario generale con delega allo sviluppo e alle finanze del Ministero della difesa. Nel 1996 ha lasciato tutti gli incarichi. È commodoro onorario della Marina militare malese.

## Raja Muda
Il 20 giugno 2014 il nuovo sultano Nazrin Shah lo ha nominato erede apparente con il titolo di Raja Muda. Ha prestato giuramento il 1º luglio successivo presso l'Istana Iskandariah di Kuala Kangsar.

## Vita personale
Nel 1973 ha sposato Raja Dato' Sri Nur Mahani binti Raja Haji Shahar Shah. Dall'unione sono nati un figlio, Raja Shah Azman, e una figlia, Raja Nor Azwina.
Nel gennaio 2002 ha sposato in Thailandia Cik Puan Hazleza (Putri Liza) binti Ishak che è però deceduta nell'ottobre dello stesso anno.